# Геоэтика
Геоэ́тика (от др.-греч. ἦθος — этика + др.-греч. γῆ — Земля) — область знания (теоретическая и прикладная дисциплина геологии), объектом изучения которой являются отношения в системе «человек — неживая природа», возникающие при научных исследования планеты Земля и её недр, практических геологоразведочных работах, добыче и использовании полезных ископаемых, а также при пользовании недрами при строительстве и эксплуатации подземных сооружений, не связанных с добычей полезных ископаемых.
Геоэтика представляет собой первооснову ноосферного мышления (по В. И. Вернадскому), которое позволяет человеку осознать свою этическую роль в преобразовании планеты.

## Термин
Термин введён в 1991 году чешским учёным и организатором науки Вацлавом Немецем. На симпозиуме, посвящённому 70-летию профессора Адама Трембецкого (г. Краков, Польша), в докладе «Технические и этические проблемы компьютерного моделирования открытых горных работ» он впервые публично высказал идею о необходимости разработки этических принципов воспроизводства и использования минеральных ресурсов, которые должны носить интернациональный характер, назвав новое научное направление «геоэтика» (англ. Geoethics).
Геоэтика — самостоятельное направление научных исследований в науке, именуемой этикой Земли, объектом исследований которой является отношения в сфере изучения и использования предельно большого конгломерата — геологической и географической сред и их систем, биосферы, охватывающих всю планету как единое целое и являющих собой совокупность различных параметров живой и неживой природы. Джамаис Кассио (Jamais Cascio), американский футуролог, известный своими работами по прогнозу и разработке моральных норм будущего определяет этику Земли как «набор руководящих принципов, которые должны определять человеческое поведение и поступки, затрагивающие большие планетарные системы, включающие атмосферные, океанические, геологические и экосистемы растительного и животного мира. Эти руководящие принципы особенно необходимы, если человеческое поведение и поступки могут привести к долгосрочным, широкомасштабным и/или трудно обратимым изменениям в планетарных системах; но даже локальные и поверхностные изменения следует рассматривать через призму этики Земли. Принципы этики Земли не запрещают долгосрочные и широкомасштабные преобразования, но требуют обязательного прогнозирования и учёта последствий, в том числе, так называемых „эффектов второго порядка“, то есть непреднамеренных последствий, являющихся результатом взаимодействия изменëнной системы с другими связанными системами».
Геоэтика базируется на восприятии планеты Земля, её геологических оболочек, её недр, всех геологических объектов как основы жизни человечества, на признании равноправия и равноценности неживого, а также на ограничении прав человека в отношении неживой природы.

### Принципы и положения
Принципы геоэтики определяются сущностными особенностями природных ресурсов:
- исчерпаемость;
- невозобновляемость;
- дефицитность (ограниченность).

Геоэтика делится на:
- общечеловеческую — глобальную геоэтику;
- прикладную — этику профессиональных сообществ.

Основные геоэтические постулаты:
1. Земля, её недра, геологические объекты на поверхности планеты имеют изначальное право на существование, вне зависимости от пользы для человека, а вследствие их внутренней ценности;
2. Природные, в том числе и минеральные ресурсы имеют внутренние присущие им свойства, которые не позволяют отразить отдельные элементы их ценности в рыночных ценах или любых подобных утилитарных мерах ценности;
3. Географическая неравномерность распределения месторождений полезных ископаемых на планете требует использования принципиально новых глобальных подходов к управлению и использованию минеральных ресурсов, а также к распределению доходов от их эксплуатации;
4. Истощение минеральных ресурсов, их ограниченность и конечность порождают вопрос о доступности, о правах на минеральные ресурсы ныне живущих и будущих поколений; принимаемые национальными и региональными правительствами решения в это сфере могут являться первопричинами войн; уже на сегодняшнем этапе необходима разработка международных инструментов регулирования использования минеральных ресурсов, научная экспертиза, в том числе и этическая, принимаемых решений, самая широкая публичная осведомлённость о последствиях таких решений;
5. География мировой добычи полезных ископаемых в меньшей степени зависит от наличия доступных для отработки месторождений на данной территории, а все в большей степени определяется социальными условиями и требованиями природоохранного законодательства территории; смещение горнодобывающих центров в слаборазвитые страны стало тенденцией;
6. Ландшафты и недра должны восприниматься не просто как объекты охраны на территориях добычи и переработки полезных ископаемых, они являются, прежде всего, объектами наследия для будущих поколений;
7. Устойчивое развитие предполагает приоритетное использование вторичных ресурсов, повторная переработка которых не оказывает столь разрушительного влияния на все оболочки Земли, кое имеет место при первоначальном извлечении полезных ископаемых и их переработке.

Предметами изучения геоэтики являются геоэтические ситуации, геоэтические проблемы и геоэтические дилеммы.

## Геоэтические ситуации, проблемы и дилеммы
Геоэтические ситуации возникают тогда, когда существуют две разные точки зрения относительно того, что является допустимым или недопустимым в конкретной ситуации. Например, в общем виде геоэтические ситуации возникают всякий раз при принятии решения о введении в эксплуатацию месторождения, если имеется два (или более) равнозначных объекта. Справедливое решение в этом случае будет основываться на комплексном анализе имеющейся геологической, экономической, технической, социальной, экологической и иной информации, на оценке её объективности, достоверности и полноты, создание на этой основе выводов, которые помогут сделать правильный выбор.
Геоэтические проблемы являются более сложными, чем геоэтические ситуации, поскольку предполагают наличие несколько возможных этических решений. Здесь важно определить, какое из существующих возможных решений будет наилучшим для всех заинтересованных сторон. Например, проблема допустимости отработки запасов углеводородов на шельфе. Растущие год от года потребности в углеводородном сырье уже не могут быть обеспечены отработкой только континентальных месторождений этого вида сырья. Однако авария на нефтяной платформе Deepwater Horizon в Мексиканском заливе 20 апреля 2010 года, при которой в результате взрыва и пожара погибли 11 человек, сама платформа затонула, а из повреждённой нефтяной скважины в воды залива в течение четырёх месяцев вытекло по разным оценкам от 2,9 до 4,9 млн баррелей нефти, привела к крупнейшей экологической катастрофе США и близлежащих стран. Менее чем за месяц до катастрофы президент США обнародовал программу освоения континентального шельфа страны, в которой нефтяникам был открыт доступ к значительным территориям вдоль юго-восточного побережья. Запрет на разработку большей части шельфа в США был наложен в 1981 году, и с тех пор американские нефтяные компании потратили немало усилий, убеждая власти и общество в необходимости разработки новых ресурсов. Последствия аварии скажутся на всех участниках нефтегазовой отрасли, включая производителей и потребителей, местное население и государственные структуры. Эти события ещё раз свидетельствуют о том, что нефтегазовая отрасль является сложной по своему характеру, ведение деятельности здесь подвержено значительным рискам и свести риск к нулю можно только в том случае, если будут полностью прекращены все работы по разведке и разработке месторождений на континентальном шельфе, а потребности экономики в энергоресурсах не будут расти или же будут покрываться альтернативными источниками энергии. По мнению ряда учёных, в среднесрочной перспективе отсутствует какая-либо надёжная альтернатива разработке углеводородного сырья по всему миру. Можно продолжать разведку и разработку месторождений на шельфе, приняв как должное тот факт, что иногда неизбежно будут возникать проблемы, наносящие ущерб человеку и оказывающие негативное влияние на окружающую среду. В этом случае последствиями могут выражаться и в повышении себестоимости добычи нефти за счёт дополнительных надбавок за риск и затрат, которые необходимо будет учитывать при разработке месторождений углеводородного сырья на шельфе, и в задержке реализации новых проектов, которые в подобных условиях могут стать экономически невыгодными или неприемлемыми по социальным или политическим причинам. В зависимости от территориальной значимости могут быть выделены различные уровни геоэтических проблем: глобальные, региональные, локальные и частные.
Геоэтические дилеммы возникают тогда, когда в любом случае, при принятии любого решения одна со сторон понесёт потери. В этом случае надо выбирать из нескольких зол наименьшее, ведь ни одно из решений не будет хорошим для всех. Такие дилеммы часто возникают в кризисных ситуациях, например, во время стихийных бедствий. Так, во время невиданных пожаров на брошенных торфяных разработках в Московской области летом 2010 года, когда имели место колоссальное загрязнение атмосферы (ПДК были превышены в десятки раз), существенные потери лесного фонда, человеческие жертвы, правительством РФ было принято решение о срочной прокладке десятков километров водоводов от р. Оки для обводнения торфяников. При этом старые системы осушения торфяников, построенные до начала их отработки, не были демонтированы, а из р. Оки, и без того обмелевшей в то аномально жаркое и сухое лето, забирались огромные массы воды. Но даже после полного прекращения пожаров, брошенные торфяные разработки остаются потенциальны источниками возгораний. В этих условиях принято серьёзное решение о необходимости восстановления на данных территориях болот в их исходном состоянии. Последствия легко прогнозируемы (изменения растительного и животного мира, водных объектов и их режима), а их положительное влияние неочевидно, поскольку под лозунгом восстановления естественного природного баланса, изменяется уже сложившийся в последние десятилетия природный баланс.

## История
Основы дисциплины были заложены в 1930-х годах лесоводом Олдо Леопольдом из США, назвавшим новую науку «этикой Земли».
Важную роль в становлении геоэтики сыграли В. Немец и Л. Немцова (Чехия), проф. А. Трембецкий (Польша), проф. Ф. Вильке (Германия), проф. Ж. Бюсак (Франция), проф. И. Мартинес (Испания), проф. Г. Гольд, проф. М. Комаров, проф. Н. Шилин (Россия), проф. В. Гур (Украина).
Геоэтические ситуации, проблемы, дилеммы, результаты теоретических исследований и практического применения обсуждаются на проводимых с 1992 года раз в два года в рамках международного симпозиума «Горнорудный Пршибрам» (Чехия) заседаниях секции геоэтики.
С 1997 года работает самостоятельная секция геоэтики и в рамках международной конференции «Новые идеи в науках о Земле» РГГУ.
С 1996 года на международных геологических конгрессах также работает самостоятельная секция геоэтики под председательством основоположника геоэтики Вацлава Немеца. Результатом этих встреч стало существенное приращение как теоретических знаний, так и результатов прикладных исследований, в том числе и российских ученых и специалистов-практиков (О. С. Брюховецкий, А. М. Гайдин, Н. П. Григорьев, А. А. Дерягин, А. В. Заварзин, О. Л. Князев, О. В. Короткова, А. Г. Красавин, А. И. Кривцов, Б. Г. Кузьмин, А. А. Негинская, Н. К. Никитина, А. Л. Никольский, Л. П. Рыжова, Г. С. Сенатская, Е. Б. Солнцева, В. В. Черников, В. К. Чистяков, М. А. Шамина, В. В. Шаталов и др.).
В декабре 2010 года создана секция геоэтики при Российском геологическом обществе. В августе 2012 года на 34 Международном геологическом конгрессе образованы Международная ассоциация геоэтики (International Association for Geoethics — IAGETH), включающая национальные ветви 44 стран, в том числе России, и Международная ассоциация по продвижению геоэтики (International Association for Promoting Geoethics — IAPG). Обе ассоциации с 2014 года являются аффилированными членами Международного союза геологических наук.